# 입비시피시
입비시피시(Ibbi-Sipish, c. 2300 BC)는 에블라의 다섯 번째 왕이자 마지막 왕이었다. 그는 에블라의 강력한 왕 이브리움의 왕자였으며 처음으로 선출된 7년 임기의 지배의 전통을 깨고 세습하였다. 
입비시피시는 키시와 같은 도시를 방문하였다. 그는 또 아르미(알레포)와 조약 을 체결하였다. 그의 치세 중에 내란이 발생하였는데 그것은 아마도 전제 왕조의 왕정의 새 개념에 대항하는 것이었다. 이것이 도시의 약화로 이어졌으며, 아카드의 사르곤 또는 그의 손자 나람신이 도시를 파괴하였던 것 같다.  